# لاس وگاس شمالی (نوادا)
لاس وگاس شمالی، نوادا (به انگلیسی: North Las Vegas, Nevada) یک شهرک در ایالات متحده آمریکا است که در شهرستان کلارک، نوادا واقع شده‌است.

## خصوصیات
لاس وگاس شمالی ۲۶۲٫۶ کیلومتر مربع مساحت و ۲۱۶٬۹۶۱ نفر جمعیت دارد و ۶۷۲ متر بالاتر از سطح دریا واقع شده‌است.